# بيكر ونايت
بيكر ونايت (بالإنجليزية: Baker Knight)‏ هو مغني وكاتب أغاني وموسيقي أمريكي، ولد في 4 يوليو 1933 في برمنغهام في الولايات المتحدة، وتوفي بنفس المكان في 12 أكتوبر 2005.

## وصلات خارجية
- بيكر ونايت على موقع IMDb (الإنجليزية)
- بيكر ونايت على موقع ميوزك برينز (الإنجليزية)
- بيكر ونايت على موقع أول ميوزيك (الإنجليزية)
- بيكر ونايت على موقع ديسكوغز (الإنجليزية)